# 王宁怡
王宁怡（英語：Evelyn Ning-Yi Wang，1978年—），美国台裔科学家，麻省理工学院机械工程系主任。她的研究领域包括传热学、太阳能、超疏水材料、纳米材料等。

## 生平
王宁怡之父王康隆是加州大学洛杉矶分校电机工程系教授。她出生于纽约州、在加州圣莫尼卡长大，2000年毕业于麻省理工学院。此后赴斯坦福大学深造，2006年获博士学位。2007年回到母校麻省理工学院任教。2018年，她接替陈刚出任麻省理工学院机械工程系主任。
2022年，美国总统乔·拜登提名王宁怡出任能源部先进能源研究计划署主任。
王宁怡是美国机械工程师学会（ASME）会士
、美国科学促进会（AAAS）会士，曾获得过2017年ASME Gustus L. Larson纪念奖、2018年苏丹坦⋅本⋅阿卜杜勒-阿齐兹王储国际水奖（PSIPW）
等奖项。